# Jan Chrzciciel Kiszwalter
Jan Chrzciciel Kiszwalter (ur. przed 1787 w Psarskiem, zm. 1844 w Poznaniu) – polski kompozytor i pedagog.

## Życiorys
Urodził się w rodzinie młynarskiej. W 1818 osiedlił się w Poznaniu, gdzie prowadził działalność kompozytorską i nauczał muzyki (gry na fortepianie, skrzypcach i gitarze). Tworzył głównie utwory na fortepian, w szczególności tańce – mazurki, walce i polonezy. Był również autorem utworów patriotycznych i współinicjatorem założenia Towarzystwa ku podniesieniu muzyki kościelnej. 
Główne utwory fortepianowe:
- Batalia pod Ostrołęką dnia 26 maja 1831 (1831),
- Polonaise militaire à la Skrzynecki (1831),
- Wspomnienie piątego sierpnia, czyli powrót arcypasterza Dunina (1840)[2].